# Lepus alleni
La liebre antílope (Lepus alleni) es una especie de liebre norteamericana que habita en el sur de Arizona y el noroeste de México. Dentro de este rango, ocupa zonas desérticas secas. Esta especie se sitúa en la familia Leporidae, que está dentro del orden Lagomorpha. Las liebres antílope macho y hembra son idénticas en apariencia. Esta especie es de tamaño grande con orejas largas y puntiagudas y una coloración de pelaje distinta. La liebre antílope tiene una panza blanca, lados gris claro, una parte posterior salpicada de negro y una coloración naranja en el cuello y el pecho. Es similar a especies como la liebre de cola negra y la liebre de flancos blancos. Es más activa durante el crepúsculo (crepuscular) y nocturno, pero puede estar activa durante el día cuando las condiciones son favorables (cobertura densa de nubes). Se alimenta de cactus, hojas de mezquite y otra vegetación.

## Historia evolutiva
La evidencia fósil sitúa al género Lepus en Norteamérica hace aproximadamente 2,5 millones años. Una especie de liebre ya extinguida, Lepus giganteus, se creía que existía en Norteamérica durante ese tiempo. Esta especie compartía rasgos físicos similares con la liebre antílope, lo que dificultaba la diferenciación de los fósiles de las dos especies. En un estudio de 2014, los investigadores presumieron que el L. giganteus sirvió como ancestro común de la liebre antílope y la liebre de cola negra. La liebre de cola negra coexiste con la liebre antílope y las dos especies mantienen una relación simpátricas. En el mismo estudio de 2014, el análisis genético concluyó que tres especies de Lepus comparten un ancestro común de liebre de flancos blancos: L. callotis (Liebre de flancos blancos), L. alleni (liebre antílope), y L. flavigularis (liebre de Tehuantepec). Basándose en esta evidencia, los investigadores también concluyeron que la liebre de cola negra, aunque estrechamente relacionada con las liebres de flancos blancos, existe en su propia subclase separada.

## Rango geográfico

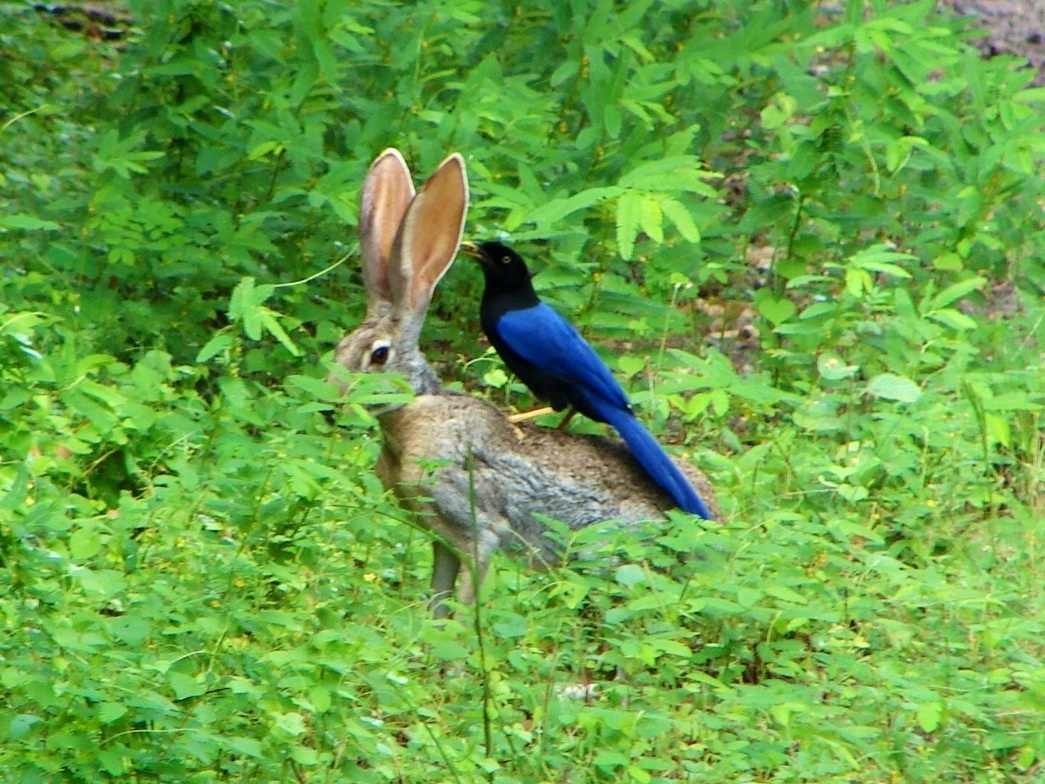
Otro ejemplar de Lepus alleni, con un posible Cyanocorax beecheii en la espalda.

En los Estados Unidos, la liebre antílope se encuentra en partes de Arizona y estados como Chihuahua, Nayarit, Sinaloa y Sonora en el noroeste de México. Comparadas con las otras especies de liebre presente en Norteamérica, el rango de la liebre antílope es limitado. Esta especie no habita áreas más al este que las islas del cielo en Arizona y la Sierra Madre Occidental en México. Tampoco irradia al oeste de Florencia, Arizona. En julio de 2017 ha sido avistado y fotografiado por unos guardabosques de parque nacional en el área recreacional del lago Mead en Nevada.

## Hábitat
La liebre antílope se encuentra en una variedad de hábitats tropicales y subtrópicos. Puede ser encontrada en colinas o llanuras de hierba, prefiriendo hábitats con arbustos grandes, arbustos del desierto sobre la hierba larga. Esta especie también se puede encontrar en hábitats desérticos más áridos. Un estudio de 2014 centrado en la ecología indicó que el hábitat ideal para una liebre de antílope incluye cubiertas de suelo herboso y una cubierta de mesquite. Esta especie no prefiere un clima árido; en lugar de ello, las liebres antílope viven en zonas con precipitaciones estivales que van desde los 90 mm hasta los 360 mm. A diferencia de la liebre de cola negra que sobrevive en condiciones menos húmedas, la liebre antílope habita lugares con mayor humedad.

## Descripción
La liebre antílope es la especie más grande de los Lepus. La longitud de su cuerpo se extiende a partir de los 52 a 58 centímetros (22 pulgadas) de largo y su cola puede ser de 5 a 10 centímetros (3 pulgadas) de largo. Sus patas delanteras crecen de 10 a 20 cm (3.9 a 7.9 pulgadas) y las patas traseras pueden llegar a ser de 20 a 30 cm (7.9 a 11.8 pulgadas) de largo. Las orejas de la liebre antílope crecen hasta los 14 – 17 cm (6 pulgadas) y pueden pesar hasta 9 libras. Esta especie tiene un cráneo muy grande y una larga nariz. Sus orejas son extremadamente largas con las puntas blancas y en los bordes. La cola bi-coloreada es negra en la parte superior y un gris pálido abajo. La liebre antílope tiene lados grises claros, un cuello y un pecho anaranjados, y una parte posterior moteada con negro.

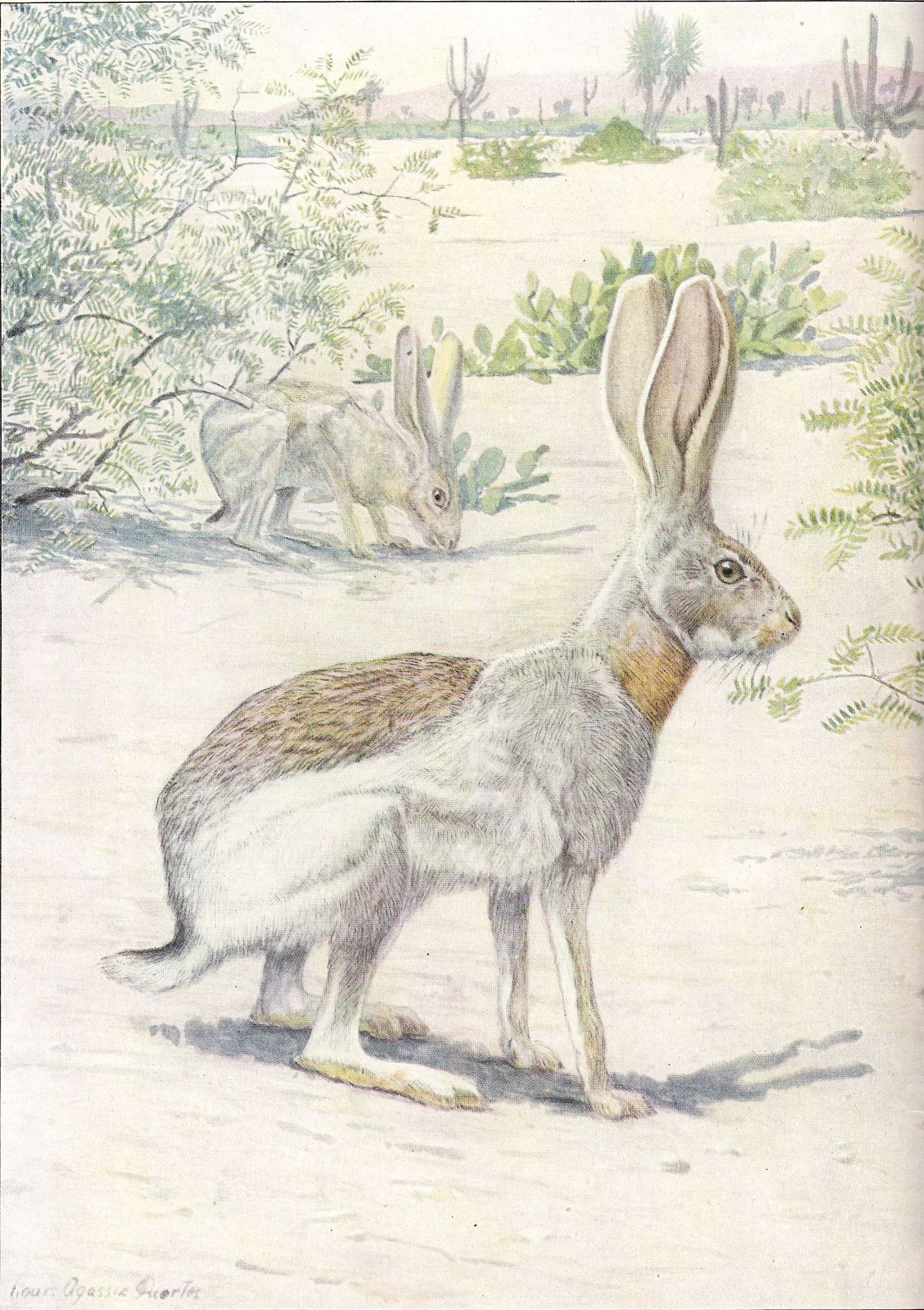
Representación artística de una liebre antílope.

## Alimentación
La liebre antílope se alimenta de cactus, pastos y otra vegetación frondosa. Esta especie ha sido observada cavando y comiendo tierra en un intento de ingerir minerales y otros nutrientes. Pueden ser clasificados como folívoros y graminívoros.

## Reproducción
Las liebres antílope crían a partir de diciembre a septiembre y el período de gestación es aproximadamente seis semanas de duración. Las hembras tienen hasta cuatro camadas por año que van de uno a cinco individuos. Una liebre bebé, llamada lebrato, nace precocial; sus ojos están abiertos, está activo y cubierto de pelaje. Los jóvenes nacen en nidos de tierra poco profundos que se forman raspando la superficie del suelo.

## Amenazas
Los depredadores conocidos de la liebre antílope incluyen gatos monteses, coyotes y águilas doradas. Ya que las liebres antílopes atraen a los depredadores que también son una amenaza para el ganado, son cazados por los humanos para reducir los problemas potenciales. Esta especie también es cazada para el consumo humano o por su valiosa piel.
La pérdida de hábitat también representa una amenaza para las liebres antílopes porque la expansión agrícola está interfiriendo con sus hábitats. El pastoreo de ganado reduce la abundancia de pastos y plantas herbáceas en áreas donde residen las liebres antílopes.

## Subespecies
Hay tres subespecies reconocidas:
- L a. alleni
- L. a. palitans
- L. a. tiburonensis